# Lignite

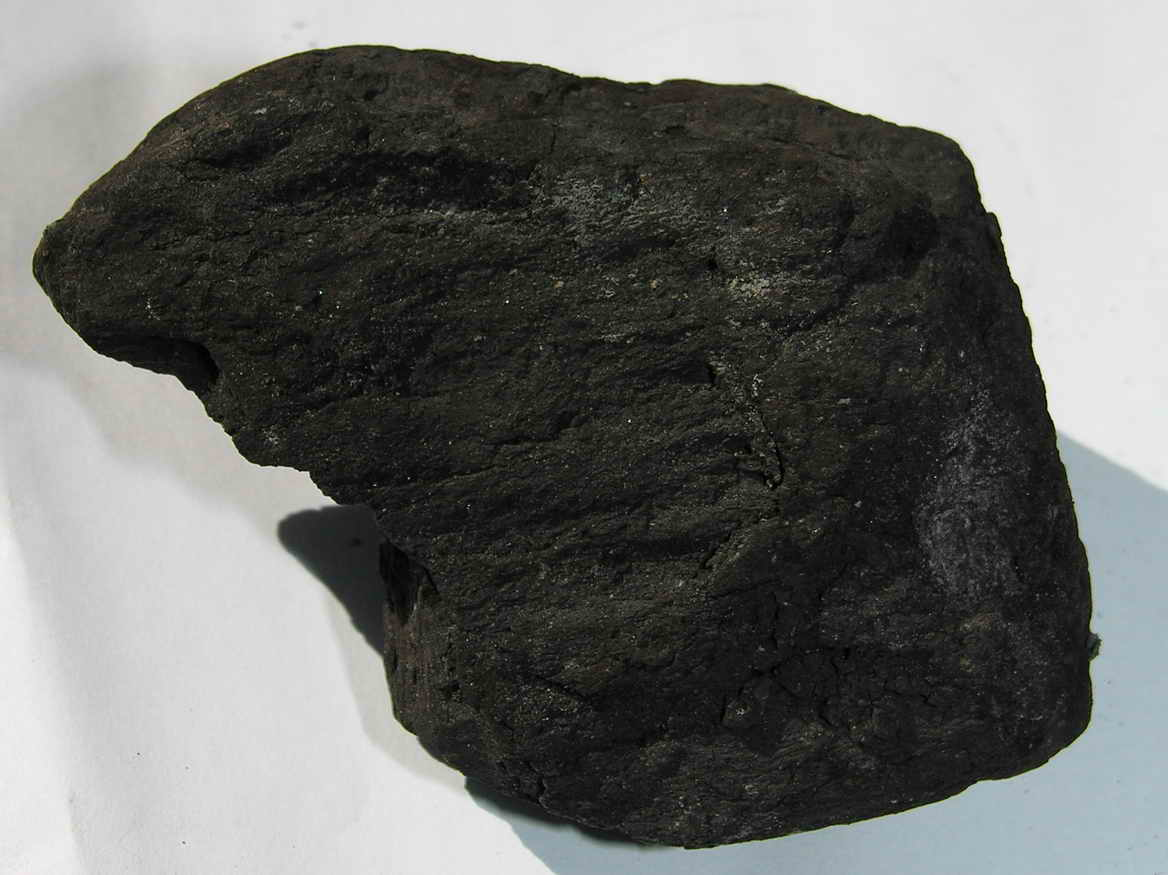
Lignite.

La lignite è un carbone fossile originatosi da foreste del Mesozoico e del Terziario.

## Descrizione e utilizzo
La lignite possiede un'umidità relativa piuttosto elevata, mediamente superiore al 21%, e la sua carbonificazione non è mai del tutto completa; ciò ne fa un combustibile di limitato pregio.
È un sedimento fossile, organico e combustibile, che si presenta con colore da bruno a nero; ha un potere calorifico superiore inferiore a 24 MJ/kg (5.700 kcal/kg), considerando la sostanza senza ceneri. Il tenore di umidità è quello che si stabilisce ad una temperatura di 30 °C per un'umidità relativa dell'aria del 96%. La lignite ha un alto contenuto di materiale volatile che la rende facilmente convertibile in gas e in petrolio liquido.
Questo combustibile è stato ampiamente utilizzato in tutta Italia fino agli anni cinquanta e sessanta, soprattutto per la produzione di energia elettrica necessaria alla nascente industria italiana. Come il carbone, è altamente infiammabile.
In Germania, con legge dell'agosto 2020, è stata decisa la chiusura definitiva di 30 impianti a lignite appartenenti a RWE e a LEAG tra il 2020 e il 2038. Per la chiusura degli impianti a lignite entro la fine del 2029, la legge prevede una compensazione di 2,6 miliardi di euro a favore di RWE per la chiusura degli impianti a lignite nella Renania e di 1,75 miliardi di euro a favore di LEAG per la chiusura degli impianti in Lusazia.

## Classificazione
Le ligniti sono di tre tipi:
- lignite picea, con tenore di umidità compreso tra 20 e 25% e tenore in ceneri da 9 a 13%.
- lignite xiloide, con tenore di umidità da 40 a 70% e tenore in ceneri da 2 a 6%; in taluni giacimenti tale tenore può raggiungere il 12%. Tipica di questo tipo di lignite è la coltivazione a giorno.
- lignite torbosa, con alto tenore di umidità e basso potere calorifico.

Alcune loro caratteristiche sono illustrate in tabella:
| Sostanza | Riserve (milioni di tonn) | % acqua | % ceneri | P.C. sul secco (MJ/kg) |
| -------- | ------------------------- | ------- | -------- | ---------------------- |
| Picea    | 71                        | 10,3    | 14.4     | 27,2 (6490 kcal/kg)    |
| Xiloide  | 112                       | 38      | 15,7     | 20,8 (4960 kcal/kg)    |
| Torbosa  | 217                       | 45      | 27,4     | 17,2 (4100 kcal/kg)    |

Per distinguere la lignite dal litantrace esistono alcuni saggi:
- riscaldamento in assenza di aria: sviluppo di acido acetico (con litantrace si libera ammoniaca);
- riscaldamento in HNO3 diluito: si liberano gas che colorano il liquido in rosso (ossidrili fenolici);
- riscaldamento in NaOH diluito: liquido bruno, per aggiunta di H+ precipitano fiocchi bruni (acidi umici).

## Produzione mondiale
|     |                     | 1970  | 1980    | 1990    | 2000  | 2010  |
| --- | ------------------- | ----- | ------- | ------- | ----- | ----- |
| 1.  | Germania            | 369,3 | 388,0   | 356,5   | 167,7 | 175,6 |
| 2.  | Russia              | 127,0 | 141,0   | 137,3   | 86,4  | 83,2  |
| 3.  | Stati Uniti         | 5,4   | 42,3    | 82,6    | 83,5  | 80,5  |
| 4.  | Australia           | 25,0  | 32,9    | 46,0    | 65,0  | 67,8  |
| 5.  | Grecia              | 8,1   | 23,2    | 51,7    | 63,3  | 67,0  |
| 6.  | Polonia             | 32,8  | 36,9    | 67,6    | 61,3  | 59,5  |
| 7.  | Turchia             | 4,4   | 15,0    | 43,8    | 63,0  | 57,2  |
| 8.  | Rep. Ceca           | 67,0  | 87,0    | 71,0    | 50,1  | 50,7  |
| 9.  | Cina                | 13,0  | 22,0    | 38,0    | 40,0  | 47,0  |
| 10. | Serbia e Montenegro | 26,0  | 43,0    | 60,0    | 35,5  | 35,5  |
| 11. | Romania             | 14,1  | 27,1    | 33,5    | 17,9  | 29,8  |
| 12. | Corea del Nord      | 5,7   | 10,0    | 10,0    | 26,0  | 26,5  |
| 13. | Austria             | 3,7   | 1,7     | 2,5     | 1,3   | 1,2   |
| 14. | altri               | 103,3 | 157,9   | 213,5   | 116,4 | 113,5 |
|     | Totali              | 804,0 | 1.028,0 | 1.214,0 | 877,4 | 894,8 |